# Letecký pozorovatel
Letecký pozorovatel je vojenský letec jehož specializace primárně spočívá v provádění pozorování a průzkumu. Vznikla v počátcích vojenského letectví. Na dvoumístných pozorovacích a průzkumných letadlech v době první a počátkem druhé světové války plnil většinou také funkci palubního radisty a střelce z pohyblivého kulometu. Ve větších vícemístných letadlech však většinou kombinoval svou hlavní roli s funkcí navigátora nebo obsluhy fotoprůzkumného vybavení a funkce střelců byla obsazena specializovanými členy posádky.
V pozdější době „pozorovatel“ jako specializace zanikla, či byla s vývojem techniky nahrazena novými specializacemi, například operátor elektronických systémů.

## Československé letectvo
Meziválečné Československé letectvo rozlišovalo mezi „letounovými pozorovateli zbraní“, což byli příslušníci pozemních druhů zbraní (dělostřelectva, pěchoty atd.) vycvičení v obsluze radiostanice a leteckém pozorování, a sloužící jako pozorovatelé u pozorovacích letek vybavených dvojmístnými stroji určených ke spolupráci s pozemní armádou; a „pozorovateli letci“ či „polními pozorovateli letci“, specializovanými důstojníky letectva kteří kromě těchto základů ovládali i leteckou navigaci a mohli sloužit jako velitelé vícemístných strojů, nebo jako velitelé letek, případně dalších jednotek.

## Fleet Air Arm
Fleet Air Arm, letecká složka Royal Navy, stále používá termín „pozorovatel“ (anglicky Observer) pro většinu důstojnických příslušníků leteckých posádek kteří nejsou piloty. Odvíjí se to od původu role pozorovacích letounů v námořním boji, kdy bylo úkolem pozorovatele sledovat dopad dělostřeleckých salv a hlásit údaje o nich na mateřskou loď, aby podle nich mohla svou palbu korigovat. To vyžadovalo kvalifikovaného dělostřeleckého důstojníka, často vyšší hodnosti než měl pilot. Takový důstojník mohl dosáhnout i postavení velitele peruti.
Moderní transportní a protiponorkové vrtulníky FAA tak stále mají posádku tvořenou pilotem a pozorovatelem, a zatímco pilot stroj pilotuje, pozorovatel obsluhuje elektronické a zbraňové systémy, a rozhoduje o nezbytných taktických a navigačních otázkách.